# Пољска на Светском првенству у атлетици у дворани 2012.
Пољска је четрнаести пут учествовала на Светском првенству у атлетици у дворани 2012. одржаном у Истанбулу од 9. до 11. марта, односно, учествовала је на свим првенствима до данас. Репрезентацију Пољске представљало је 13 атлетичара (9 мушкараца и 4 жене), који су се такмичили у седам дисциплина (4 мушке и 4 женске).
На овом првенству Пољска је по броју освојених медаља делила 25. место са једном освојеном медаљом (бронза). Остварен је један национални рекорд и један национални резултат сезоне. У табели успешности према броју и пласману такмичара који су учествовали у финалним такмичењима (првих 8 такмичара) Пољска је са 7 учесника у финалу заузела 9. место са 26 бодова.
| Плас. | Земља  | 1. место | 2. место | 3. место | 4. место | 5. место | 6. место | 7. место | 8. место | Бр. финал. | Бод. |
| ----- | ------ | -------- | -------- | -------- | -------- | -------- | -------- | -------- | -------- | ---------- | ---- |
| 9.    | Пољска | 0        | 0        | 1        | 2        | 0        | 3        | 0        | 1        | 7          | 26   |

## Учесници
| Мушкарци: - Адам Кшчот — 800 м - Марћин Левандовски — 800 м - Артур Нога — 60 м препоне - Доминик Бохенек — 60 м препоне - Јакуб Кжевина — 4 х 400 м - Марчин Марчинишин — 4 х 400 м - Гжегож Собински — 4 х 400 м - Лукаш Кравчук — 4 х 400 м - Томаш Мајевски — Бацање кугле | Жене: - Ангелика Ћихоцка — 1.500 м - Лидија Хојецка — 3.000 м - Паулина Губа — Бацање кугле - Каролина Тимињска — Петобој |  |

## Освајачи медаља (1)

### Бронза (1)
- Томаш Мајевски — Бацање кугле

## Резултати

### Мушкарци
| Атлетичар          | Дисциплина   | Лични рекорд | Квалификације   | Квалификације | Полуфинале           | Полуфинале           | Финале               | Финале               | Детаљи |
| Атлетичар          | Дисциплина   | Лични рекорд | Резултат        | Место         | Резултат             | Место                | Резултат             | Место                | Детаљи |
| ------------------ | ------------ | ------------ | --------------- | ------------- | -------------------- | -------------------- | -------------------- | -------------------- | ------ |
| Адам Кшчот         | 800 м        | 1:44,57 НР   | 1:50,14 КВ      | 2. у гр. 1    | 1:47,90 КВ           | 2. у гр. 3           | 1:49,16              | 4 / 32               |        |
| Марћин Левандовски | 800 м        | 2,26         | 1:52,67 КВ      | 2. у гр. 5    | Није завршио трку    | Није завршио трку    | Није се квалификовао | Није се квалификовао |        |
| Артур Нога         | 60 м препоне | 7,64         | 7,81 КВ         | 3. у гр. 4    | 7,68 КВ              | 4. у гр. 2           | 7,74                 | 8 / 29 (32)          |        |
| Доминик Бохенек    | 60 м препоне | 7,66         | 7,85            | 5. у гр. 2    | Није се квалификовао | Није се квалификовао | Није се квалификовао | 19 / 29 (32)         |        |
| Јакуб Кжевина      | 4 х 400 м    | 3:03,01 НР   | 3:10,51 КВ, НРС | 2. у гр. 2    |                      |                      | 3:11,86              | 6 / 11 (12)          |        |
| Марчин Марчинишин  | 4 х 400 м    | 3:03,01 НР   | 3:10,51 КВ, НРС | 2. у гр. 2    |                      |                      | 3:11,86              | 6 / 11 (12)          |        |
| Гжегож Собински    | 4 х 400 м    | 3:03,01 НР   | 3:10,51 КВ, НРС | 2. у гр. 2    |                      |                      | 3:11,86              | 6 / 11 (12)          |        |
| Лукаш Кравчук      | 4 х 400 м    | 3:03,01 НР   | 3:10,51 КВ, НРС | 2. у гр. 2    |                      |                      | 3:11,86              | 6 / 11 (12)          |        |
| Томаш Мајевски     | Бацање кугле | 21,27 НР     | 21,17 КВ        | 3             | 21,72 НР             |                      |                      |                      |        |

### Жене
| Атлетичарка      | Дисциплина   | Лични рекорд | Квалификације | Квалификације | Финале                | Финале       | Детаљи |
| Атлетичарка      | Дисциплина   | Лични рекорд | Резултат      | Место         | Резултат              | Место        | Детаљи |
| ---------------- | ------------ | ------------ | ------------- | ------------- | --------------------- | ------------ | ------ |
| Ангелика Ћихоцка | 1.500 м      | 4:10,84      | 4:09,50 кв    | 7. у гр. 1    | 4:14,57               | 5 / 13 (15)  |        |
| Лидија Хојецка   | 3.000 м      | 8:38,21      | 9:02,93 кв    | 7. у гр. 2    | 8:56,86               | 6 / 21       |        |
| Паулина Губа     | Бацање кугле | 17,79        | 17,15         | 13            | Није се квалификовала | 13 / 17 (18) |        |

Петобој
| Дисциплина   | Каролина Тимињска | Каролина Тимињска | Каролина Тимињска | Каролина Тимињска | Каролина Тимињска | Каролина Тимињска |
| Дисциплина   | Лич. рек.         | Резултат          | Бод.              | Плас.             | Укупно            | Плас.             |
| ------------ | ----------------- | ----------------- | ----------------- | ----------------- | ----------------- | ----------------- |
| 60 м препоне | 8,34              | 8,52              | 1.013             | 5                 |                   |                   |
| Скок увис    | 1,75              | 1,72 ЛРС          | 879               | 8                 | 1.892             | 8.                |
| Бацање кугле | 15,11             | 14,68             | 839               | 5                 | 2.731             | 7.                |
| Скок удаљ    | 6,54              | 6,49              | 1.004             | 5                 | 3.735             | 7.                |
| 800 м        | 2:06,72           | 2:08,25 ЛРС       | 990               | 2                 |                   |                   |
| Петобој      | 4.769             |                   |                   |                   | 4.725 ЛРС         | 4 / 8             |